# Isla de San Martín (Argentina)
La isla de San Martín es una isla argentina ubicada en el río Iguazú, dentro de las cataratas del Iguazú, en la provincia de Misiones. Al norte de la isla se encuentra el brazo principal del río y el salto de la garganta del Diablo; por el lado sur se encuentra el brazo San Martín del río Iguazú, y el salto también conocido como San Martín. Dentro de la isla se hallan algunos saltos menores.
La isla se extiende por los tres niveles que forman las cataratas, pero solamente el nivel inferior y el del medio se hallaban habilitados a los visitantes.
La isla formaba parte del Paseo Inferior, uno de los circuitos que se ofrece a los turistas del parque nacional Iguazú. Se accedía a ella solamente a través de embarcaciones de pequeño tamaño. Una vez en la isla, el visitante debía subir 190 escalones, a través de tres senderos que llevan a miradores, con espléndidos panoramas. 
En el año 2014 hubo una crecida sin precedentes, categorizada como la mayor de la historia, debido a unas lluvias en la cuenca del río Iguazú. Dicho aumento del volumen de agua hizo que la isla sea hoy en día intransitable debido a que muchas piedras fueron movidas por el caudal, haciéndolas inestables. Por eso la isla San Martín no está abierta para visitantes, pero todavía se pueden ver los restos de los miradores y escaleras que se utilizaban en su momento.
En la isla se encuentra una gran cantidad de jotes.

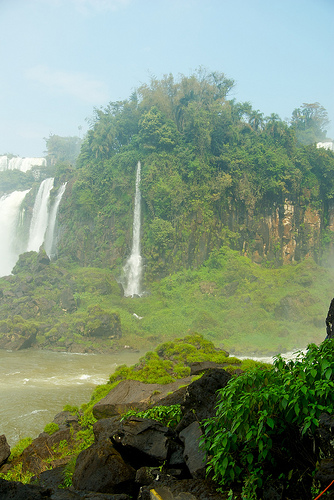
Isla de San Martín.
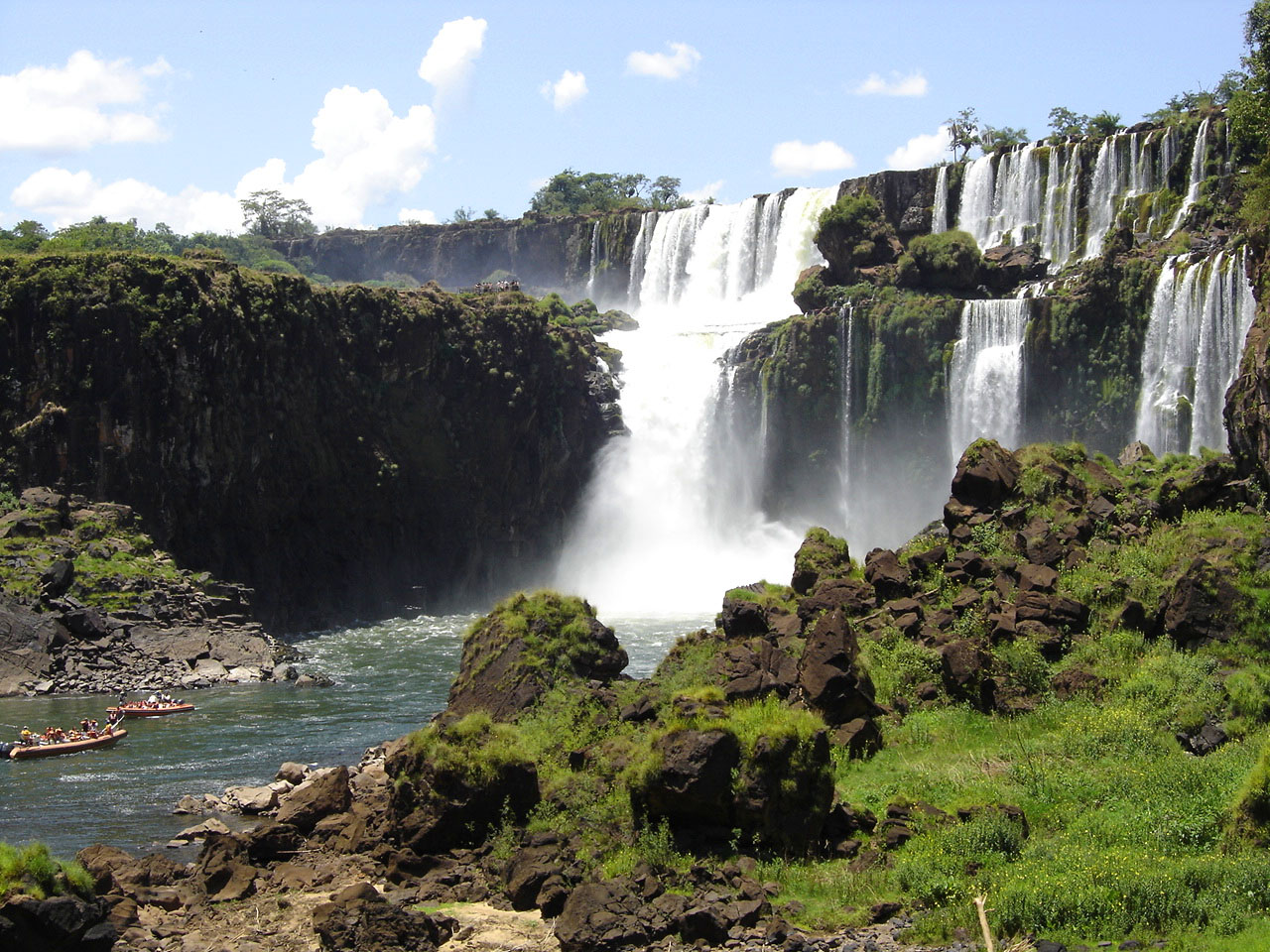
Salto San Martín
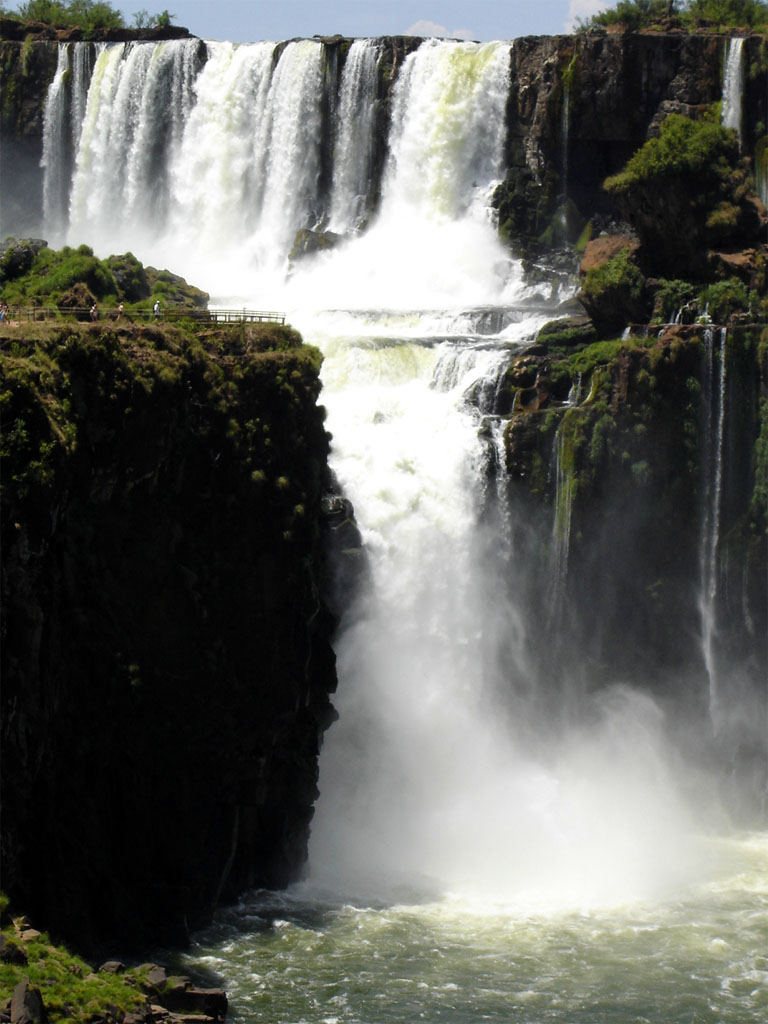
Salto San Martín